# Pamukova

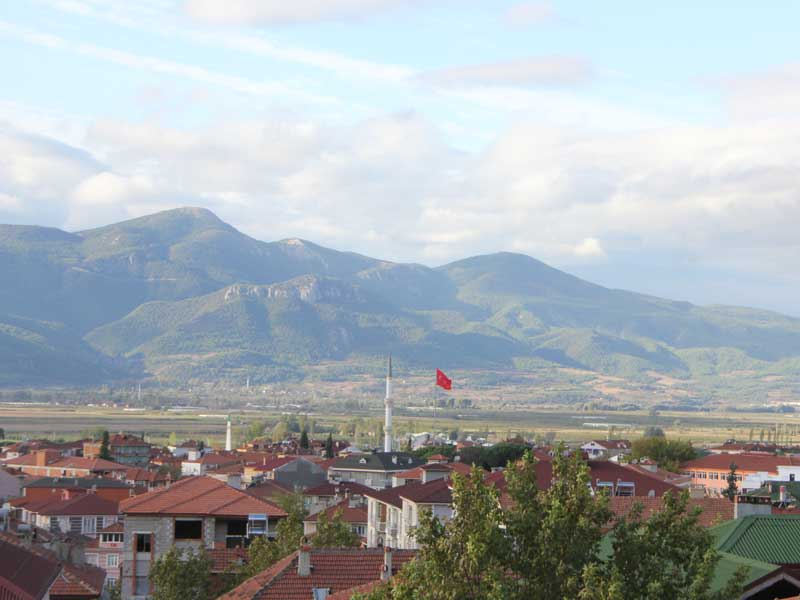
A view of Pamukova

Pamukova est une ville et un district de la province de Sakarya dans la région de Marmara en Turquie.